# Natal (biskup Mediolanu)
Święty Natal (ur. w 2. poł. VII wieku, zm. 14 maja ok. 747) – biskup Mediolanu (ok. 746-747), święty katolicki.
Urząd biskupi sprawował tylko 14 miesięcy. Był przeciwnikiem herezji ariańskiej.
Zmarł w wieku ok. 72 lat. Pochowany został w Mediolanie w kościele św. Jerzego (wł. Chiesa di San Giorgio al Palazzo), który sam wystawił. Wskazywała na to inskrypcja czytelna jeszcze w XVI wieku.
Jego wspomnienie liturgiczne obchodzone jest 13 maja.